# Перенаселение

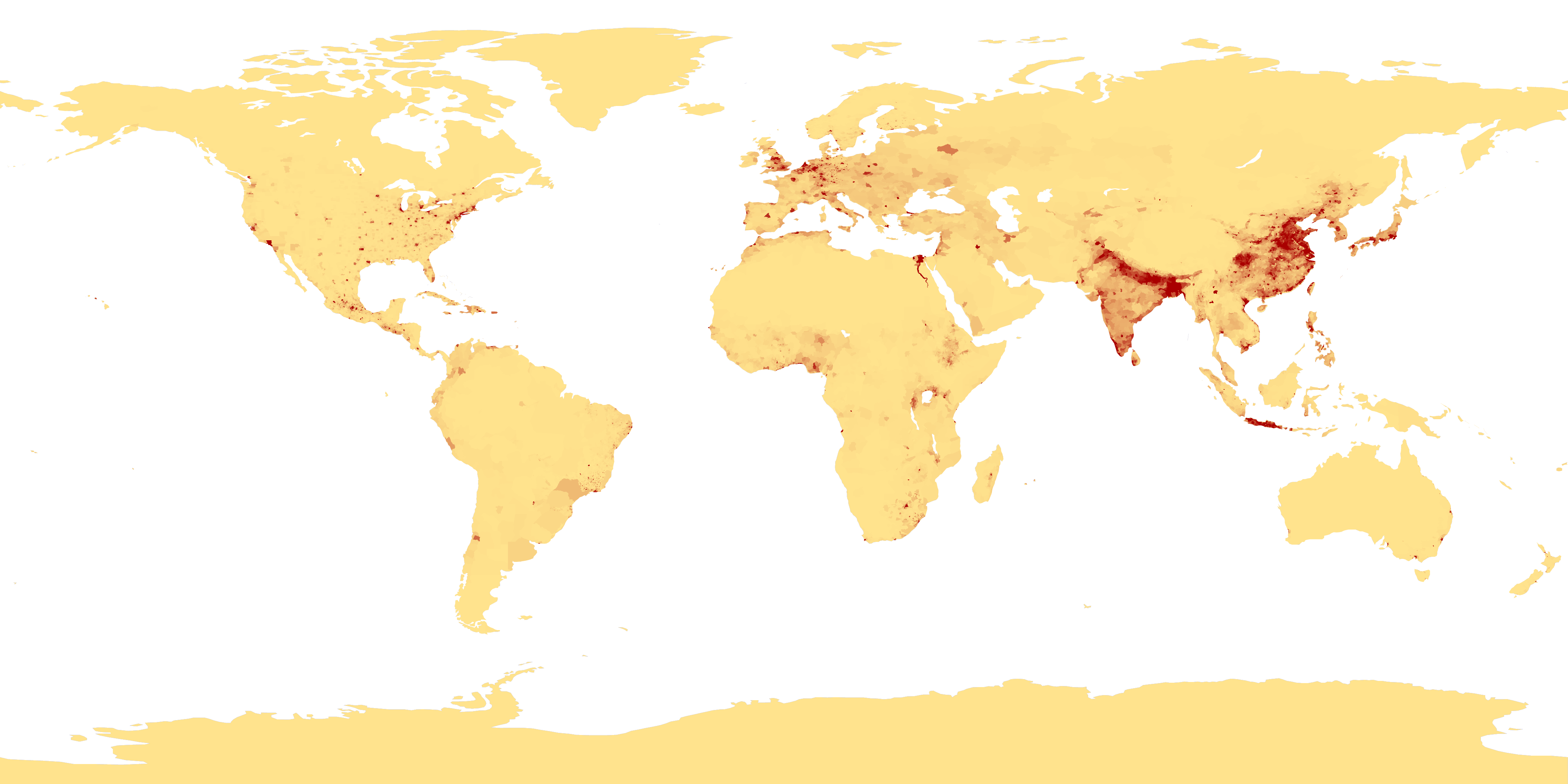
Карта плотности населения, 1994 год

Перенаселение — избыток населения по отношению к средствам существования (нехватка пищевых (сельскохозяйственных), природных ресурсов) или избыток населения по отношению к спросу на рабочую силу.
Перенаселение — относительное понятие, зависящее от ресурсной базы и уровня экономического развития территории проживания данного населения, а также включает в себя оценку возможностей пополнения и расширения источников средств существования.
Угроза перенаселения оценивается различными методами (ниже приведены упрощённые примеры оценок, без учёта безработицы и уровня жизни):
1. простая оценка: отношение количества населения к площади территории (поверхности почвы), на которой оно проживает (см. плотность населения);
2. регенеративная оценка: отношение темпа потребления пищевых ресурсов данного населения к темпу возобновления этих же самых ресурсов, с вычетом того количества ресурсов, которое нужно для поддержания экосистемы и регенеративной системы природы (теоретически, в соответствии с такой позицией перенаселением будет являться население Земли более 25 млрд человек)[3];
3. оценка по возможностям расширения: оценивается отношением темпа роста численности населения к темпу прогресса (экономического, социального и т. д.), который обеспечивает возможности появления новых источников и потенциал расширения ресурсной базы. В докладе «Пределы роста», расчётом на математической модели показано, что, при допущении равномерного распределения мировых ресурсов (финансовых, природных, сельскохозяйственных, промышленных, с учётом их расширения в перспективе и истощения невозобновляемых ресурсов), теоретически можно обеспечить стабильный уровень потребления не более чем для 8 млрд человек, на уровне жителей Европы с низкими доходами[4].

Страны мира по плотности населения

Проявляется в социально-экономических противоречиях и конфликтах: падение уровня жизни большинства населения, высокий уровень безработицы, голод, войны.
Проблему перенаселенности Земли первым поднял Римский клуб ещё лет 30 назад. Когда я был членом Римского клуба, там обсуждались глобальные проблемы — гонка ядерных вооружений, противоракетная оборона и другие. Тогда же стало ясно: главная проблема — проблема роста человечества.

## Виды и причины перенаселения
Виды перенаселения различают, в зависимости от факторов, вызывающих нехватку средств существования, изначально были выделены в работах Карла Маркса:
- Абсолютное — из-за низкого уровня развития техники в доиндустриальном обществе, нехватка и истощение пищевых ресурсов, необходимых для поддержания нормальной жизнедеятельности увеличившегося населения[7]. Происходит, когда рост населения обгоняет рост производства продуктов питания[5].
- Относительное — из-за недостаточной скоординированности общественно-экономических механизмов в капиталистическом обществе[7], избыток рабочей силы[8], может происходить и без роста населения.

Словарь Ушакова (изд. 1935—1940 г. г.) даёт следующее расширенное определение видов перенаселения: «Положение, при котором в капиталистическом обществе часть трудоспособного населения не имеет возможности применять свои силы для добывания средств существования вследствие анархии производства и классовых противоречий (относительное перенаселение), или, в докапиталистическом обществе, положение, когда количество добываемых средств существования недостаточно, сравнительно с количеством населения, вследствие крайне низкого уровня техники (абсолютное перенаселение).»
Большие города потребляют в сутки значительное количество воды, пищи и топлива, а взамен выбрасывают в атмосферу огромное количество газообразных, жидких и твёрдых отходов.
При сохранении сложившихся темпов роста населения и сосредоточения его в крупных промышленных городах в ближайшие десятилетия в несколько раз возрастёт потребление энергетических и минеральных ресурсов. Это вызовет необходимость разработки принципов освоения новых природных ресурсов, в том числе за счёт использования месторождений морей и океанов. Вмешательство людей в естественные природные процессы резко возрастёт и может способствовать изменению режима грунтовых и подземных вод, деградации сельхозугодий, изменению микроклимата и т. п.

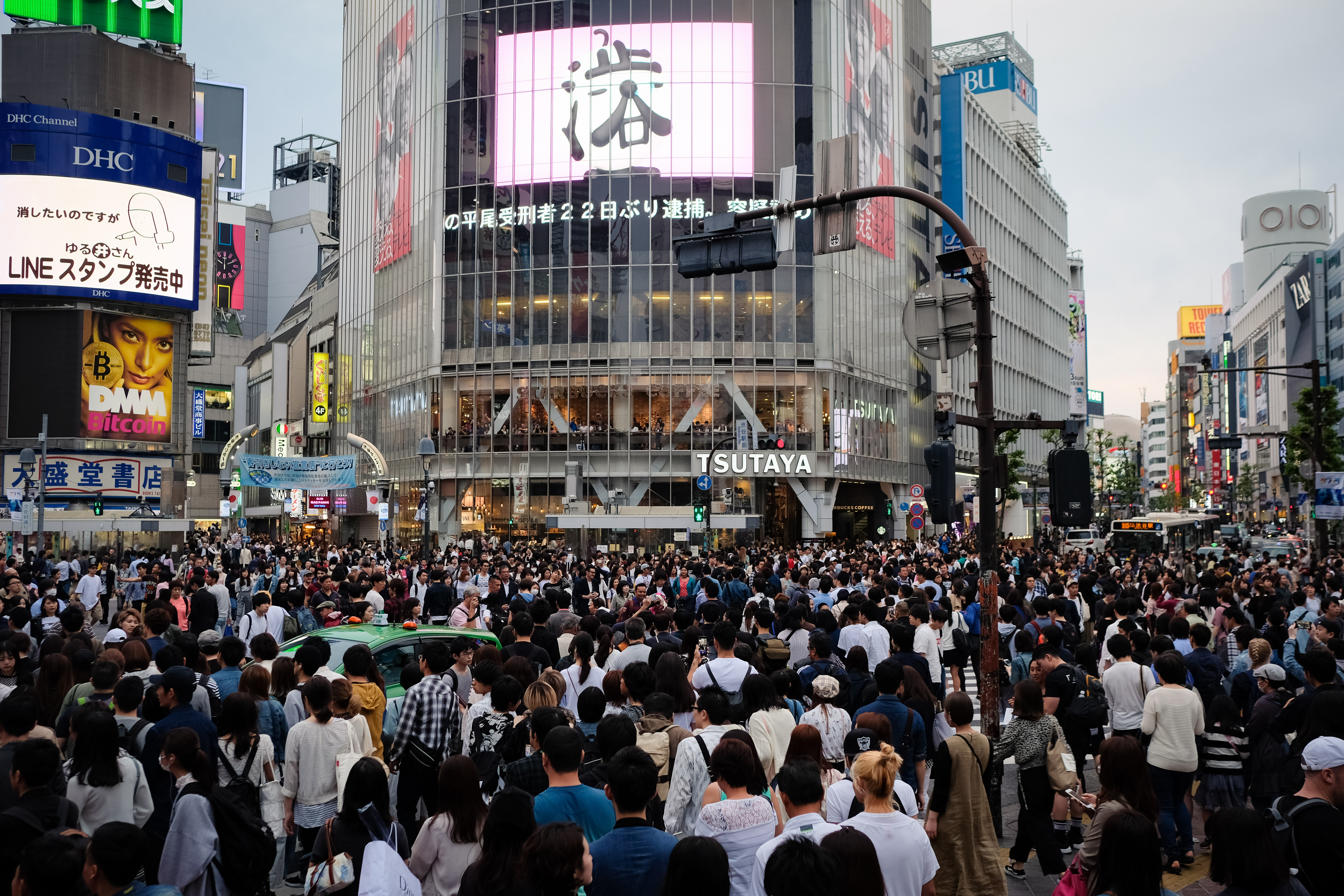
Сибуйский диагональный пешеходный переход, в специальном районе Сибуя, в Токио, Япония.

Ещё одной важной проблемой является неравномерное распределение населения по территории земного шара. В настоящее время около половины его численности проживает всего лишь в шести странах. Более 90 % населения сосредоточено в Северном полушарии. Продолжается процесс урбанизации — роста городского населения. Если в 1950 г. в мире было лишь 5 городов с населением свыше 5 млн чел. в каждом, то в 1980 г. таких городов было уже 26, а в 2000 г. — около 50. Наблюдается появление гигантских городов с населением в 25—30 млн чел. Самые крупные современные города — Токио, Шанхай, Мехико, Нью-Йорк, Сан-Паулу и др. Во многих странах мира, из-за того что население предпочитает селиться в плотно заселённых, крупных экономических центрах и агломерациях, где больше социально-экономических возможностей и лучше развита инфраструктура, возникают проблемы диспропорций в населённости стран мира, такие как чрезмерная перенаселённость и плотность населения крупных городов, и городских агломераций, и в свою очередь депопуляция в сельской, и малонаселённой местности. В то же время, урбанизация, благодаря быстрому снижению рождаемости в индустриальном и уже низкой рождаемости в постиндустриальных обществ, способствует сглаживанию отрицательных последствий демографического взрыва в странах Африки южнее Сахары.
Наиболее густонаселенные города мира (по Ш. Коннолли и др.)

Городские агломерации с более чем 1 млн человек в 2006 году. Лишь 3 % мирового населения проживало в городах в 1800 году и уже 47 % — к концу двадцатого века.

В настоящее время пальму первенства по числу городов-«миллионников» удерживает Китай: в 2012 г. там насчитывалось более 100 городов-«миллионников», включая Шанхай (24 млн человек), Пекин, Чунцин, Тяньцзинь и Гуаньчжоу, в каждом из которых проживает более 10 млн человек. Другие крупные города мира:
| Город          | Население, млн. чел | Население, млн. чел |
| Город          | 1980 г.             | 2000 г.             |
| Мехико         | 15,0                | 26,0                |
| Токио          | 17,0                | 17,0                |
| Нью-Йорк       | 15,6                | 15,5                |
| Сан-Паулу      | 13,0                | 24,0                |
| Калькутта      | 9,5                 | 16,6                |
| Рио-де-Жанейро | 9,2                 | 13,3                |
| Мумбаи         | 8,5                 | 16,0                |

### Социальные и психологические причины перенаселения
| 7-8 детей 6-7 детей | 5-6 детей 4-5 детей | 3-4 детей 2-3 детей | 1-2 детей 0-1 детей |

Карта мира по среднему количеству детей рождённых женщиной в течение жизни, с учётом средних показателей для женщин всех возрастов, данные 2020 года (подробнее см. Список стран).
7-8 детей
6-7 детей
5-6 детей
4-5 детей
3-4 детей
2-3 детей
1-2 детей
0-1 детей

Причинами перенаселения, не связанными с уровнем развития технологий и сельскохозяйственными ресурсами, являются:
- низкий уровень образования, особенно для женщин (в том числе отсутствие планирования семьи[12]);
- религиозные и культурные традиции, поощряющие рождение большого числа детей в семье (в том числе запрет абортов и контрацепции, неполноценный статус женщины, ограничение прав женщин по сравнению с мужчинами (неприятие образования для женщин; ограничения занятости женщин, кроме домашней работы и ухода за детьми))[12];
- тёплый климат в тропических странах, дающий возможность круглогодичного проживания большого числа людей в неприспособленных жилищах, трущобах, фавелах (в странах с умеренным и холодным климатом в зимний период невозможно длительное время находиться в неотапливаемом и неприспособленном жилье);
- укоренившаяся в психологии бедность и нищета (в том числе из-за постоянных вооруженных конфликтов и бедствий, как, например, в странах Африки и Ближнего Востока)

Как считают иностранные авторы («The New York Times»), страны и области мира с постоянным бременем войн и болезней (например, СПИДа), вопреки распространённому мнению, не испытывают меньший прирост населения в долгосрочной перспективе. Это происходит потому, что родители, братья и сёстры в семье, которая испытала гибель родственников, страдают от своего рода посттравматического стресса (синдрома потери членов семьи) и, чтобы компенсировать его, заводят «лишних» младенцев. Например, в большинстве стран Африки южнее Сахары в семьях принято заводить 5-7 и более детей (при том, что уровень безработицы там превышает 50 %). Эти «дополнительные» младенцы и продолжающиеся бедствия порождают порочный круг, и только в редких случаях удаётся его разорвать. Цикл усугубляется на протяжении поколений, а бедствия, войны или болезни производят только мультипликаторный эффект. Например, кризис СПИДа в Африке, который унёс жизни около 30 млн человек на сегодняшний день, привёл к тому, что выделяемые международным сообществом средства направлялись только на борьбу с ВИЧ, а не на программы планирования семьи и снижения рождаемости. В итоге, в результате демографического взрыва в Африке, с 1990 года население этого континента увеличилось с 600 млн до более 1030 млн человек на сегодняшний день; удельная площадь сельхозугодий в расчёте на одного человека снизилась более чем на 30 %.

## Теории перенаселения
Проблема перенаселения беспокоила людей ещё в Древнем Риме. Квинт Септимий Тертуллиан (жил во II—III веках н. э.) писал:
Мы отягощаем собой мир; его богатств едва хватает, чтобы поддержать наше существование. По мере того как возрастают наши потребности, нарастает и ропот, что природа уже не в силах обеспечить нам пропитание.

### Мальтузианство

Мальтус опасался, что производство пищи может не справиться с быстрым ростом населения

Английский экономист Томас Мальтус в 1798 г. опубликовал книгу «Опыт закона о народонаселении» с демографической теорией, согласно которой, если рост населения не сдерживается какими-либо причинами, то население будет возрастать в геометрической прогрессии, тогда как производство пищевых ресурсов растёт лишь в арифметической. Ресурсы, к тому же, со временем могут исчерпаться. Указанное противоречие («мальтузианская ловушка») неизбежно приведёт к бедности, голоду, войнам и социальным потрясениям. Увеличивающийся рост населения, по Мальтусу, — есть причина всей нищеты и пороков: 
Главная и непрерывная причина бедности, мало или вовсе не зависит от образа правления, или от неравномерного распределения имуществ; — богатые не в силах доставить бедным работу и пропитание; — поэтому, бедные, по самой сущности вещей, не имеют права требовать от них работы и пропитания.
 В своей книге учёный впервые использовал категорию «борьба за существование», которая затем была использована биологом Ч. Дарвином в его «Происхождении видов», а также является одной из основ теории развития экономики.
В XIX веке сторонники учения Т. Мальтуса, неомальтузианцы, рекомендовали стремиться к ограничению деторождения, чем предполагалось облегчить нужду среди малообеспеченных классов. Для этого они предлагали использование различных «безвредных» средств контрацепции.
Как продолжение теории Мальтуса, в конце XIX века появилась концепция социал-дарвинизма (рыночный аналог естественного отбора), последователи которой объясняли эволюцию общественной жизни биологическими принципами естественного отбора и борьбы за существование.
К. Маркс и советские учёные-марксисты считали мальтузианскую теорию перенаселения человеконенавистнической. По их мнению, явления, описываемые теорией Мальтуса, не являлись каким-то естественным законом природы, а порождались капиталистическими условиями производства, которые делают «избыточной» значительную часть рабочего класса, в условиях сокращения спроса и роста монополий на мировом рынке.
Современные учёные считают, что подход Мальтуса, ставящего рост населения в прямую зависимость от ресурсов, оказался неверным. В первую очередь, потому, что в нём не учитывался системный характер развития человеческой цивилизации. Мальтус не рассматривал возможность разработки и появления новых источников ресурсов — за счёт развития техники и технологий, «зелёной революции». Также Мальтус не учитывал современную концепцию демографического перехода — быстрого снижения рождаемости в индустриальном обществе до уровня замещения поколений.Тем не менее, в XXI веке, угроза «мальтузианской ловушки» всё ещё актуальна для слаборазвитых аграрных стран, в основном на Африканском континенте, для большинства развивающихся стран наибольшую опасность представляет относительное перенаселение.

## Рост народонаселения
На протяжении большей части человеческой истории рост народонаселения был незначительным. По оценкам известного демографа, Пола Эрлиха, 10 000 лет назад на планете жило около 5 млн человек.

### Демографический взрыв XX века
Понадобилось 10 000 лет, чтобы число жителей планеты достигло 2 млрд (в 1930 г.), и всего около 40 лет, чтобы удвоить это число, что дало повод говорить о демографическом взрыве — устойчивом превышении рождаемости над смертностью. Во многом демографический взрыв связан с развитием и совершенствованием медицины в XX веке.
Рост населения на Земле
| Период, годы                  | Численность населения, млн. чел. | Время удвоения численности, лет |
| ----------------------------- | -------------------------------- | ------------------------------- |
| 3500 до н. э. — 2500 до н. э. | 10 — 20                          | 1000                            |
| 2500 до н. э. — 1100 до н. э. | 20 — 40                          | 1400                            |
| 1100 до н. э. — 600 до н. э.  | 40 — 80                          | 500                             |
| 600 до н. э. — 300 до н. э.   | 80 — 160                         | 300                             |
| 300 до н. э. — 800 н. э.      | 160 — 330                        | 1100                            |
| 1650 г.                       | ~500                             | 1000                            |
| 1850 г.                       | ~1000                            | 200                             |
| 1930 г.                       | 2000                             | 80                              |
| 1974 г.                       | 4000                             | 44                              |
| 2025 г. (прогноз)             | 8100                             | 51 (прогноз)                    |

Максимальный относительный прирост населения (2,2 % в год) был отмечен в 1963 г., абсолютный ежегодный максимум — в 1990 г. (87,4 млн в год).

### Ситуация в XXI веке
В настоящее время население мира увеличивается ежедневно примерно на 250 тыс. человек. Ежегодный прирост населения на Земле составляет до 80 млн человек, а общее число жителей к 2011 г. достигло 7 млрд. Темпы роста существенно различаются в разных странах. Основной прирост населения планеты (около 97 %) приходится на развивающиеся страны Африки, Латинской Америки, Юго-Восточной Азии и полуострова Индостан. Быстрый рост населения в развивающихся странах резко обостряет экологические и социальные проблемы, вызывает потоки мигрантов в более благополучные страны.
Демографы предполагают, что высокие темпы роста населения мира сохранятся до 2025 г., затем темпы роста резко снизятся, и по достижении численности населения 12—14 млрд, ориентировочно к 2100—2135 г.г., наступит стабилизация. Однако, по некоторым прогнозам, даже при стабилизации численности населения на уровне 9 млрд человек, при условии сохранения масштабов производственной деятельности, в результате изменения климата планеты может произойти необратимая деградация природных систем жизнеобеспечения, что может поставить человечество на грань выживания.
Несмотря на то, что ежегодные относительные темпы роста населения снизились вдвое (до 1,1 % в год), по сравнению с 1963 г., количество жителей планеты продолжает быстро расти (за 2002 год на 74 млн) и, как ожидается, к 2025 году их численность составит 8,1 млрд человек, а к 2050 — 9,6 млрд.
В июле 2015 г. ООН представила ежегодный доклад о мировой демографической ситуации и перспективах её развития. Его авторы пришли к выводу, что население Земли продолжает расти, причём почти половина прироста населения приходится на африканские страны. По темпам роста населения Китай уступил Индии, а число жителей постсоветских стран будет сокращаться. Согласно прогнозам, в предстоящие десятилетия существенно увеличится численность населения Африки и Азии.
С другой стороны, из-за глобального тренда снижения уровня рождаемости и быстрого увеличения продолжительности жизни в обществе, численность населения ряда стран, скорее всего, сократится. В основном это касается большинства стран Европы и части стран Азии и Латинской Америки как развитых так и развивающихся: Аргентина, Германия, Литва, Япония, Россия, Китай, Латвия, Румыния, Австрия, Сербия, Италия, Венгрия, Украина, Таиланд, Уругвай, Испания, Болгария, Португалия, Албания, Молдавия, Греция, Белоруссия, Хорватия, Республика Корея, Чили, Тайвань и т. д.

## Процессы и меры, влияющие на рост населения

### Последствия перенаселения
Последствия перенаселения или процессы, компенсирующие перенаселение:
- Миграция
- Войны
- Эпидемии
- Массовый голод
- Геронтицид[28] и инфантицид (практиковались у народов первобытных культур, живших охотой и собирательством, при истощении источников пищи, а также в Древнем Риме)
- Отказ от рождения потомства по экономическим соображениям (Мальтус рассматривал снижение рождаемости в городах, как своего рода нищету)

Согласно исследованиям С. П. Капицы, несмотря на то, что мировые войны в XX веке привели к гибели около 100 миллионов человек (5 % населения мира), а от «чёрной смерти» — пандемии чумы — в XIV веке вымерло 30 % населения Европы, «человечество всегда очень быстро восполняло потери и возвращалось на прежнюю устойчивую траекторию роста».

### Способы борьбы с перенаселением
1. Ограничение притока новых граждан:
- Политика ограничения рождаемости — создание юридических или экономических, а также религиозных предпосылок для стабилизации количества населения. Ограничение рождаемости на законодательном уровне было принято в Китае и Иране[29], в этих странах удалось добиться снижения рождаемости до уровня замещения поколений. В странах Африки и Юго-Восточной Азии проводятся информационно-просветительские программы, направленные на планирование семьи[12], пропаганду использования контрацептивных средств, с целью ограничения рождаемости.
- Снижение рождаемости является неотъемлемым следствием экономического прогресса и доступа женщин к образованию. Аналитики ООН считают, что для многих бедных стран пороговым уровнем образования для женщин, при котором рождаемость снизится на 20 % и более, является семилетнее обучение. Женщины с более высоким уровнем образования позже заводят детей, более склонны не рожать вообще, повышение уровня образования женщин увеличивает использование контрацептивных средств, способных предотвратить беременность[30].
- Ограничение иммиграции, иностранной трудовой миграции в страну. Иммиграция зачастую приводит к снижению уровня жизни местного населения, за счёт того, что иммигранты занимают рабочие места местных граждан, соглашаются на более низкий уровень оплаты труда, повышают нагрузку на социальные структуры государства (выплата социальных пособий, медобслуживание и так далее). Правительства многих развитых стран вводят ограничения на приток иммигрантов, как например, Швейцария, Великобритания[31][32], Австралия. Жёсткое иммиграционное законодательство действует и в США.

2. Отток граждан:
- Создание условий для эмиграции из страны или, в прошлом, для колонизации (заселения пустующих земель)[33]. Так как на планете Земля в XXI веке пустующих земель (за исключением пустынь и приполярных областей, малопригодных для заселения) практически не осталось, то эмиграция из перенаселённых и бедных стран осуществляется в более богатые страны, которые пока не ввели жёсткие запреты иммиграции. Например, трудовая миграция в Россию населения из стран Закавказья, Средней Азии, Молдавии и Украины. Так, по данным ФМС России, по состоянию на 2015 год, Россия занимает 2-е место в мире, после США, по числу иностранных мигрантов (10,9 млн)[34][35]. По данным ООН, число международных мигрантов в 2013 году достигло почти 232 млн человек против 175 млн в 2000 году и 154 млн в 1990 году[36].

3. Субсидирование государством и бизнесом создания новых рабочих мест, внедрения современных технологий в сельхозпроизводстве и промышленности:
- Создание государством благоприятных условий для развития новых предприятий и технологий, появления новых рабочих мест.
- Импортозамещение в машиностроении и сельхозпроизводстве.

4. Контроль и ограничение государством капитала, повышение социальной ответственности государства и бизнеса:
- Так как целью любого капитала является максимальная прибыль, то бизнес, при отсутствии ограничений, для этого идёт на любые меры, в том числе — импорт дешёвой рабочей силы, которая готова работать за минимальную оплату, скупка сельскохозяйственных земель, для застройки и прекращения сельхозпроизводства[37], загрязнение окружающей среды[38], банкротство градообразующих предприятий в моно-городах и даже банкротство целых городов. Всё это, при отсутствии контроля со стороны государства, также может приводить к безработице, перенаселению, повышению уровня преступности, обнищанию населения отдельных территорий, как это уже происходило в ряде стран Южной Америки и в некоторых крупных городах США, таких как Детройт. В настоящее время в большинстве развитых стран (США, Германия, Япония, Великобритания) принято жёсткое антимонопольное законодательство, усилены механизмы контроля за бизнесом и его социальная ответственность[39]. Для предотвращения демпинга на рынке труда и поддержания платёжеспособного спроса у населения, во многих развитых странах государством установлены высокие ставки минимальной оплаты труда[40], превышающие прожиточный минимум.

5. Обеспечение устойчивого развития человечества в целом, международная координация в решении демографических проблем:
- Устойчивость развития человечества в процессе роста его численности и демографических переходов имеет крайне важное значение с исторической и социальной точек зрения. Например, в Европе XIX века возникли демографические предпосылки для быстрого экономического роста и мощных волн эмиграции, которые привели к заселению Америки, Сибири и Австралии. Но они не смогли стабилизировать процессы мирового развития и предотвратить кризисы, приведшие к мировым войнам. Подобная ситуация может возникнуть и в XXI веке, считает С. П. Капица[3].

### Способы искусственного поддержания высокой плотности населения
- Государственные и политические — создание государством благоприятных социальных, экономических, правовых и политических условий для искусственного поддержания большой плотности населения. Во многих развитых странах (Великобритания, Германия, Швеция, Норвегия, Франция, Канада, Нидерланды) действует всеобщее бесплатное государственное обязательное медицинское страхование населения[41][42][43], созданное с учётом опыта СССР. В СССР существовало всеобщее бесплатное медицинское обслуживание, сфера здравоохранения полностью содержалась за счет средств государственного бюджета[44]. Для поддержания высокой плотности трудоспособного населения и его доходов в условиях ограниченной территории, создаются свободные экономические зоны, поддерживается благоприятный инвестиционный климат, например, в Сингапуре, Макао, Гонконге, Тайване. В СССР применялись и более радикальные, но непродуманные меры — для обеспечения всеобщей занятости трудоспособного населения, как главного преимущества социализма, искусственно создавались и консервировались ненужные рабочие места, с минимальной заработной платой и видимостью полезного труда, что препятствовало модернизации экономики. После распада СССР, многие предприятия оказались убыточны в условиях рыночной экономики, это привело к их закрытию, массовому сокращению рабочих мест, а в итоге — безработице, падению уровня жизни населения, особенно в малых городах и сельской местности[45]. В развитых странах Европы безработным выплачиваются относительно высокие пособия, в ряде стран они имеют право на бесплатное жильё[46]. В СССР также многие семьи рабочих и служащих обеспечивались практически бесплатным государственным жильём[47].
- Экономическое поощрение — модель, которая позволяет передавать определённое количество ресурсов тем людям, которые увеличивают численность своего потомства (например, выплата материнского капитала за рождение второго и последующего ребёнка в России, а также во многих регионах его аналога при рождении третьих и последующих детей). В СССР государство предоставляло многим семьям рабочих и служащих бесплатные государственные квартиры (на правах бесплатной аренды у государства)[48]. С холостяков и бездетных замужних женщин в СССР, напротив, взимался налог на бездетность (6 % от зарплаты).
- Религиозная пропаганда — создание религиозной модели, которая включает в себя запреты на контроль со стороны человека распоряжаться своей жизнью и судьбой (принадлежность человека к Богу, запрет на аборты, ограничения прав женщин).
- Нормативно-моральная модель контроля — выработка такой модели контроля, которая заставляла бы трудоспособное население равномерно распределять ресурсы среди всех членов общества и стремиться к «идеальной» цивилизации (см. коммунизм).

## Отдельные аспекты перенаселения

### Проблема нехватки пресной воды
Потребление пресной воды на планете за последние 50 лет утроилось, а орошаемые площади за этот период увеличились в 2 раза, что связано в первую очередь с демографическим ростом. По расчетам экспертов ООН, в 2030 г. 47 % мирового населения будут жить под угрозой водного дефицита. Только в Африке к 2020 г. из-за изменений климата в этой ситуации окажется от 75 до 250 млн человек. Нехватка воды в пустынных и полупустынных регионах вызовет интенсивную миграцию населения. Ожидается, что это коснется от 24 до 700 млн человек. Согласно данным ООН, если в 2000 г. дефицит воды в мире, включая сельскохозяйственные и промышленные нужды, оценивался в 230 млрд м³./год, то к 2025 г. дефицит пресной воды на планете увеличится до 1,3-2,0 трлн м³./год. До 80 % заболеваний в развивающихся странах, от которых каждый год умирает почти 3 млн человек, связаны с плохим качеством воды.
Потребление воды может увеличиваться также в связи с ростом благосостояния населения и комфортабельности жилья, это видно на следующем примере. Потребление воды одним городским жителем южных районов России составляло, согласно нормативам, принятым в СССР в 1974 г.: в доме без канализации 75, в доме с канализацией 120, с газовым водонагревателем 210 и со всеми удобствами 275 л./сут. Нормативное потребление воды в России в настоящее время, согласно действующим «Расчетным расходам воды» (СП 31.13330.2012), составляет: в домах без ванн 125—160, с ваннами и нагревателями 160—230 и при централизованном горячем водоснабжении 220—280 л./сут на 1 жителя.
Потери пресной воды растут с ростом её потребления на душу населения и связаны с использованием воды на хозяйственные нужды. Чаще всего это объясняется несовершенством технологии промышленного, сельскохозяйственного производства и коммунальных служб. Потери воды из водонесущих коммуникаций в городах России достигают 30 %, из-за износа сетей трубопроводов, построенных ещё во времена СССР. Большие потери пресной воды происходят при разработке месторождений полезных ископаемых, мелиорации заболоченных земель, строительном осушении территорий.
Значительные объёмы пресной воды теряются из-за нерационального использования при орошении земель в засушливых районах. К 2010 г. более 70 % имеющихся ресурсов пресной воды в сельскохозяйственных регионах расходовалось на орошение, что во многих районах уже привело к катастрофическим последствиям для экологии. Так, экстенсивный разбор вод рек Амударьи и Сырдарьи на орошение сельскохозяйственных земель в Средней Азии в 1960—1990 г. г., призванный обеспечить потребности растущего населения, потери воды в оросительных системах, привели к исчезновению Аральского моря и стали причиной экологических, социальных, межэтнических и политических проблем в регионе.
Угрозу водоснабжению Москвы в XXI веке стало составлять загрязнение зон санитарной охраны источников питьевого водоснабжения, из-за бесконтрольной застройки берегов водохранилищ, расположенных в Московской области.

#### Последствия водного кризиса
Сейчас наблюдаются вооруженные конфликты на почве недостатка пресной воды. Также недостаток пресной воды может повлечь за собой проявления сепаратизма и терроризм. Самые конфликтные в этом отношении — регионы Ближнего и Среднего Востока, Центральной Азии и Северной Африки.
Примером может служить инцидент, имевший место 26 марта 2008 года на киргизско-таджикской границе. Около 150 жителей таджикского района Исфара во главе с губернатором и в сопровождении таджикской полиции прорвались через границу в Баткенский район Кыргызстана и попытались разрушить дамбу, построенную несколько лет назад с финансовой помощью Всемирного банка. Тем самым они хотели восстановить прежнее течение из Кыргызстана в Таджикистан реки Аксай, которая является основным источником воды для Исфары. Губернатор подверг критике киргизские власти, заявив, что они не имели права возводить дамбу, поскольку эта территория является спорной.

#### Способы решения проблемы
Основными путями решения проблемы нехватки пресной воды, очевидно, являются:
- Рациональное использование пресной воды, в том числе:
  - внедрение бессточных или малосточных технологий в промышленности;
  - внедрение капельного орошения вместо традиционного поливного земледелия;
  - сокращение потерь воды в сетях трубопроводов, за счет реконструкции и замены изношенных и корродированных трубопроводов из бетона, стали или чугуна, на трубопроводы из полимерных материалов, не подверженных коррозии;
  - улучшение качества очистки сточных вод, для снижения нагрузки на водоисточники по загрязнениям и для уменьшения последующих затрат на водоподготовку питьевой воды;
  - повторное использование очищенных сточных вод, там где это целесообразно, например, для полива технических сельхозкультур;
  - создание автоматизированных систем управления расходами воды в сети, контроль утечек в сети;
- Переброска вод из многоводных в засушливые районы по водоводам и закрытым каналам, при соответствующем экологическом и экономическом обосновании.
- Опреснение морской воды, которое пока не получило широкого распространения из-за высокой себестоимости и энергозатрат.

В перспективе возможно использование альтернативных источников питьевой воды, например, таких, как айсберги, которые содержат миллионы тонн чистой пресной воды. Возможны проекты буксировки айсбергов в ближайшие города — для их водоснабжения.
В 2013 году Всемирный экономический форум в швейцарском Давосе посвятил семь своих заседаний проблеме недостатка воды. Также эта проблема поднимается в ООН. Генеральная Ассамблея ООН провозгласила 2005—2015 годы Международным десятилетием действий «Вода для жизни».
Проблема недостатка воды решается и в отдельных регионах. Например, в Москве, в которой проживает около 10 % населения России, с конца 1990-х годов отмечается устойчивая тенденция к снижению водопотребления. Это связано как с установкой современных систем учёта и экономии воды, повышением тарифов на водоснабжение, сокращением потерь воды в трубопроводах путём их ремонта и восстановления, так и с закрытием или модернизацией ряда крупных нерентабельных промышленных предприятий (заводов «ЗиЛ», «Серп и Молот», «АЗЛК» и др.). Так, в период с 1993 по 2011 г.г. среднесуточное водопотребление в Москве, несмотря на рост населения, снизилось почти в 2 раза — с 6 млн м³./сутки в 1993 г. — до 3,18 млн м³./сутки в 2011 году. При этом общая мощность 4 московских станций водоподготовки, построенных в XX веке, составляет 6,7 млн м³./сут. питьевой воды.
В Израиле и в других развитых странах с засушливым климатом и нехваткой воды, в орошаемом земледелии уже давно преобладает наиболее рациональное капельное орошение. Перспективным и экономным способом выращивания сельхозкультур является аэропоника, для которой не требуется даже почвенный субстрат.

### Проблема ограниченности продовольственных товаров
Задача обеспечения населения планеты продуктами питания имеет давние исторические корни. Дефицит продуктов сопровождал человечество на всём протяжении его истории. С ростом населения очень сильно растёт важность этой проблемы.
Наиболее остро проблема дефицита продуктов питания стоит во многих развивающихся странах (к ним по статистике ООН относится и ряд постсоциалистических государств). В частности, к числу наиболее нуждающихся стран, где среднедушевое потребление продовольствия по энергетической ценности составляет менее 2000 ккал в день, относится Монголия, где в 2005—2007 гг. недоедали 34 % населения.
Мировое производство сельскохозяйственной продукции сдерживается как ввиду глобальной ограниченности плодородных земель (англ. agricultural land), так и ввиду локального аграрного перенаселения в конкретных странах. Невозможность увеличения площади пашен и пастбищ связана с высоким уровнем урбанизации, необходимостью сохранения лесных массивов, ограниченностью водных ресурсов. Наиболее остро проблема дефицита продовольствия стоит перед беднейшими странами, которые не в состоянии выделять значительные средства на импорт продуктов питания.
Важным фактором является неравномерность распределения сельскохозяйственных ресурсов по планете. В перенаселенных странах они практически исчерпаны, или близки к исчерпанию. Аргентина, например, имеет площадь лишь на 30 % меньше, чем Индия, население которой в 30 раз больше, и живёт оно очень бедно. Зато Аргентина, современное развитие которой началось лишь 200 лет назад, могла бы, как утверждают эксперты ООН, прокормить весь мир.
Эксперты ФАО отмечали, что за 1970—1980-е годы доля населения развивающихся стран, испытывающего постоянный голод, уменьшилась в абсолютном выражении — с 918 до 820 млн человек, что было связано с улучшением продовольственной ситуации в густонаселенных странах Азии и Латинской Америки благодаря «зелёной революции». В 1990-е годы произошло увеличение числа голодающих до 1,1 млрд человек, в связи с глобальными экономическими кризисами. ФАО указывает, что к 2014 г. общее число голодающих в мире снизилось до 795 млн человек (голодал каждый 9-й человек в мире), что на 216 млн меньше, по сравнению с 1990 г. Тяжелая ситуация с обеспечением продовольствием остаётся в странах Африки, где доля голодающих в 2014 г. составляла в среднем 20,7 % населения (в центральной Африке — 41 %), в абсолютном выражении — 232 млн человек.
К началу XXI века появились новые отрицательные тенденции в продовольственной сфере: рост производства продовольствия замедлился, затормозилось снижение его себестоимости, так как выросли экологические издержки, связанные с интенсификацией сельхозпроизводства (в том числе деградация почв, засоление, опустынивание). Дальнейшему росту сельхозпроизводства препятствует дефицит водных ресурсов для орошения земель, который ощущается уже в 80 странах, где живёт 40 % населения мира. Эксперты ВОЗ отмечают, что интенсификация сельского хозяйства за счёт расширения спектра химических удобрений, ядохимикатов, гормонов роста и применение новых пищевых добавок в производстве продуктов питания привели к резкому росту аллергических заболеваний, которым уже подвержены 30 % населения мира, и являются причиной онкологических и многих хронических заболеваний. Так, по данным НИИ питания РАМН, от 30 до 50 % всех заболеваний граждан России связаны с некачественным питанием, содержащим химические пищевые добавки, антибиотики и гормоны роста.
По мнению специалистов ФАО (2015 г.), производственная база сельского хозяйства в последние годы является крайне нестабильной на фоне признаков истощения подземных вод, загрязнения окружающей среды и утраты биоразнообразия, что свидетельствует о конце существующей модели «зелёной революции». Между тем, чтобы прокормить растущее население мира, к 2050 г. потребуется увеличить глобальное производство продовольствия на 60 %, в основном на уже существующих пахотных землях и в условиях изменения климата.

#### Сокращение сельскохозяйственных угодий
Изменение климата уже приводило в прошлом к тому, что огромные заселённые территории превращались в пустыню, как это произошло в древности с Сахарой, оно же вызвало Великое переселение народов. Традиционный сельский ландшафт с его национальными особенностями также является национальным культурным достоянием каждой страны. С увеличением импорта продуктов питания, возникает угроза экономической зависимости от стран-экспортёров продовольствия, а также безработицы среди сельского населения. Эта проблема особенно актуальна для стран ЕС, которые долгое время пытались путём экономической поддержки собственных фермеров решать и эту проблему. Об особой актуальности именно аграрного протекционизма свидетельствует то, что на протяжении всей послевоенной истории проблема его устранения занимает важнейшее место в ряду проблем международной торговли. Этот вопрос был основным при разработке Римского договора, с которого начался Европейский экономический союз.
В настоящее время используется практически вся или почти вся пригодная для обработки земля. Распахивание новых, менее удобных площадей может привести к удорожанию сельскохозяйственной продукции и к отрицательным последствиям для окружающей среды, как это уже произошло в зоне нестабильного земледелия, например в ряде стран Африки. Около 30 % орошаемых и 73 % пастбищных земель в мире подвержены опустыниванию. Рост потребности в сельскохозяйственных площадях уже привёл к уничтожению 60-80 % площадей лесов на планете, ежегодное сокращение площади лесов с 2005 г. составляет до 13 млн га в год. Хотя сельскохозяйственные площади всё ещё увеличиваются, происходит это замедленными темпами, причём рост пахотных земель заметно отстаёт от расширения сельскохозяйственных угодий. Согласно данным Продовольственной и сельскохозяйственной организации ООН (ФАО), доля сельскохозяйственных земель за последние 30 лет возросла с 33,13 до 35,71 % всей суши, а доля пашни — с 10,41 до 11,03 %, то есть на доли процента. Площадь обрабатываемых земель за 1961—1990 годы увеличилась с 1,3 млрд га до 1,4 млрд га. Практически произошла стабилизация площади пахотных земель.
В густонаселённых и слаборазвитых аграрных странах Азии и Африки «мальтузианская ловушка» (нехватка и истощение сельхозземель из-за роста населения) всё ещё является основной причиной безработицы, бедности, войн и конфликтов. Ярким примером может служить геноцид в перенаселённой Руанде, где в 1994 г. в межэтнических столкновениях погибло около миллиона человек (20 % населения страны). На постсоветском пространстве — это беспорядки в Оше в 1990 г. и, там же, в 2010 г., в Ферганской долине (Кыргызстан), с тысячами погибших.
В России, по разным причинам, за последние 25 лет площадь сельхозугодий сократилась на 33 млн га. В расчёте на одного жителя России это уменьшение составило 24 %. Страны с ограниченными сельхозугодьями (Китай, Швеция), а также крупные российские компании проводят массовую скупку лучших пахотных земель в России, что привело к росту цен на сельхозземли.

#### «Мясная» революция
Процесс индустриализации и урбанизации вызывает сдвиги в рационе миллионов людей, переселяющихся в города, то есть увеличивает потребление продукции животноводства. Этот сдвиг, получивший название «мясной революции», влечёт за собой изменение производственной специализации всей аграрной сферы. Доминирующей отраслью сельского хозяйства становится животноводство, как это произошло в странах Южной Америки. Возникает потребность в увеличении продуктивности и общего объёма производства, поскольку возрастающая часть растениеводческой продукции идёт не на питание людей, а на корм скоту, что значительно снижает эффективность её использования и, в конечном счёте, приводит к обострению глобальной продовольственной проблемы.
Согласно подсчётам ученых из Мировой программы по борьбе с голодом (Брауновский университет, США) Р. Кейтса, Р. Чена и др., мирового урожая полеводческих продуктов в 80—90-х годах XX века при равномерном распределении и без отвлечения их на корм скоту могло бы хватить на вегетарианский рацион для 6 млрд человек. При рационе, когда почти 15 % калорий получаются от животноводческих продуктов (типичном для стран Южной Америки), питанием могли бы быть обеспечены 4 млрд человек. При рационе, в котором на животноводческие продукты приходится около 30 % потребляемых калорий (в основном развитые страны), продовольствием было бы обеспечено лишь 2,6 млрд людей.

#### Последствия проблемы ограниченности продовольственных товаров
В 2006—2007 годах инфляция цен на продовольственные товары в разных странах региона повысилась с 5,6 до 13,8 % в странах, недавно вступивших в ЕС, и с 6,5 до 20,3 % в странах СНГ со средним уровнем дохода. Это могло оказать существенное влияние на распределение доходов в странах с низким уровнем дохода, поскольку в этих странах доля продовольственных товаров в потребительской корзине населения доходит до 40 %. К примеру, по данным РАНХиГС, расходы на покупку продуктов питания составляли около 50 % всех трат домохозяйств России в 2008—2009, 2015—2016 годах.

#### Способы решения
Решение продовольственной проблемы связано не только с увеличением производства продуктов питания, но и с разработкой стратегий рационального использования продовольственных ресурсов, в основе которых должно лежать понимание качественных и количественных аспектов потребности человека в питании.
В результате реализации мер, направленных на ослабление протекционизма в производстве сельскохозяйственных товаров, можно ожидать усиления позиций на мировом продовольственном рынке тех стран, которые обладают наиболее развитым сельским хозяйством, ориентированным на потребности внешнего рынка (США, ЕС, Канада, Австралия, Аргентина и др.). В то же время производители сельскохозяйственной продукции в государствах — нетто-импортёрах продовольствия, если не сумеют приспособиться к новым условиям, понесут значительные потери в случае сокращения субсидирования их производства.
Сегодня в развитых странах 3-4 % населения могут прокормить всю страну. По утверждению экспертов Продовольственной и сельскохозяйственной организации ООН, в настоящее время на планете есть и в обозримом будущем останется достаточно резервов для пропитания 20-25 миллиардов человек. Например, за счёт внедрения интенсивных методов сельскохозяйственного производства, Индия, с населением в 1,2 млрд человек, уже является экспортёром отдельных видов продовольствия.

### Проблема обеспеченности топливно-сырьевыми и энергетическими ресурсами
Минеральное сырьё является исходным материалом любого производственного процесса, поэтому оно оказывает влияние на экономику и может вызвать серьёзные потрясения. Напряженность в использовании минеральных ресурсов связана с ограниченностью природных ресурсов, неравномерностью размещения минеральных ресурсов и уровня развития производительных сил, кроме того горная промышленность в целом создает 10 % ВВП мира.
Необходимо усилить режим экономии сырья, снизить материалоёмкость производства, создать резервные запасы критических видов минерального сырья, увеличить использование вторичного сырья, проводить политику на усиление самообеспеченности. Франция: более 70 % электроэнергии производится на АЭС. В период 1970—1980-х гг. в промышленно развитых странах была создана мощная горнодобывающая промышленность (Австралия, Канада, ЮАР, США). Были открыты 2 района нефтедобычи: Северное море и Аляска. Развитые страны взяли курс на распространение своего влияния. США — Персидский залив. Вывоз капитала начала Япония. В развивающихся странах происходит развитие собственной газодобывающей промышленности, политика удержания части доходов от экспорта сырья. Были созданы межгосударственные организации стран-производителей минерального сырья с целью получения стабильного дохода, в том числе ОПЕК.
В XXI веке, во всем мире наметилась устойчивая тенденция истощения легкодоступных запасов ископаемых энергоресурсов и повышения себестоимости их добычи. С 1984 года, годовой объём мировой добычи нефти превышает объём разведываемых запасов. Несмотря на мировые экономические спады, сопровождающиеся кризисами перепроизводства, падениями спроса и цен на нефть, с 1991 по 2015 год мировые цены на нефть выросли более чем в 2 раза, с 18 до 38-48 USD за 1 баррель (в среднем за 2015 г.). В развитых странах на государственном уровне поощряется использование возобновляемых источников энергии (гидро-, ветроэлектростанции, солнечные батареи, геотермальная энергетика), но они пока удовлетворяют 19 % мировой потребности в энергоресурсах.

### Проблема загрязнения окружающей среды и изменения климата
Одним из наиболее отрицательных последствий индустриализации, вызванной необходимостью ускорения производства для поддержания доходов растущего населения, является загрязнение окружающей среды. Загрязнение воды, воздуха, почвы приводит к росту заболеваемости населения, ухудшению среды его проживания. По некоторым оценкам, от 60 до 80 % всех онкологических заболеваний, а также устойчивый рост распространения различных видов аллергии и хронических заболеваний — это результат присутствия химикатов в воздухе, воде и продуктах. Так, в Китае к 2013 г., из-за загрязнения промышленными отходами, вода в 40 % источников питьевого водоснабжения стала непригодной для питья, качество воздуха в 99 % крупных городов Китая не соответствовало стандартам ВОЗ, смог накрывал почти половину страны. Из-за загрязнения почвы ядохимикатами и промышленными отходами, Китай ежегодно теряет около 10 млн тонн продовольствия. Аналогичная ситуация наблюдается в Индии — стране со вторым по численности населением после Китая. Экологическое состояние источников питьевого водоснабжения ухудшается и в других странах (включая Россию) — из-за плохого состояния сооружений очистки сточных вод, а также из-за растущих накоплений антропогенного мусора.
По мнению специалистов ведущих мировых научных организаций, глобальное потепление климата на планете, начиная с середины XX века, связано с увеличением концентрации углекислого газа в атмосфере («парниковым эффектом») из-за роста промышленности, сжигающей органическое топливо. Увеличение концентрации углекислого газа в атмосфере, в свою очередь, приводит к уменьшению количества фитопланктона на 1 % в год в мировом океане, который производит около 50 % кислорода на планете. Обезлесение ускоряет этот процесс. В итоге, если не будут приняты международные меры по сокращению выбросов парниковых газов, потепление климата может привести к засухам и постепенному снижению продуктивности сельского хозяйства в наиболее густонаселённых тропических и субтропических регионах, сокращению рыбных запасов океана. (Примечание: В то же время, в России потепление климата может привести к улучшению условий сельхозпроизводства). Учёные американского Университета Дьюка считают, что мир в XXI веке стои́т на грани шестого вымирания видов растений и животных, а деятельность человека в 1000 раз ускоряет этот процесс. Изменение климата приводит к голоду и росту миграции населения из засушливых и перенаселённых регионов Африки и Азии.
По мнению экспертов ФАО (2015 г.), для стабильного обеспечения продовольствием растущего населения Земли в условиях изменений климата и деградации сельхозугодий, главным приоритетом в сельском хозяйстве к 2030 году должен стать «экосистемный подход», то есть снижение зависимости сельского хозяйства от химических удобрений путём использования естественных экосистемных процессов.

### Избыток рабочей силы и обнищание населения
Причиной относительного перенаселения (или избытка рабочей силы), при котором часть трудоспособного населения не имеет возможности применять свои силы для добывания средств существования, является несбалансированность общественных, экономических и государственных механизмов. Избыток рабочей силы или, другими словами, увеличение «резервной армии» безработных, создаёт дополнительное давление на работников, приводя к обесцениванию рабочей силы и снижению уровня оплаты труда. Избыток рабочей силы и её обесценивание, в частных случаях, являются следствием экономических кризисов, высокой рождаемости, социального неравенства, зависимости экономики развивающихся стран от колебаний мировых цен на экспортируемое ими сырьё. Например, по оценкам Bloomberg, падение цен на нефть в 2014 году, в результате кризиса перепроизводства, сделало российский рубль второй самой быстро обесценивающейся валютой среди стран с развивающейся экономикой и привело к резкому падению покупательной способности населения России. Число бедных (население с доходами ниже прожиточного минимума) в России, в I квартале 2015 года достигло 22,9 млн (15,9 % населения), увеличившись в 1,5 раза с начала 2014 г.. Согласно докладу РАН, у 73 % работников российских предприятий в 2013 г. заработная плата была ниже средней зарплаты по России.
Согласно докладу международной гуманитарной организации «Оксфам», беднейшая половина человечества за 5 лет с 2010 года обеднела на 1 трлн. $. При этом, 1 % наиболее богатого населения Земли владел в 2015 г. такой же суммой, что и всё остальное человечество. По мнению организации, причины неравенства связаны с уклонением состоятельных людей от уплаты налогов, другими причинами являются сокращение зарплаты рабочих и увеличение разницы между минимальным и максимальным уровнями оплаты труда.
Из-за демографического взрыва в развивающихся странах, растёт и относительное экономическое неравенство между населением развитых и развивающихся стран. Если в 1950 году примерно каждый третий проживал в развитых странах, то к 2010 г. — лишь один из пяти.
Быстрый рост численности населения и рабочей силы в странах Африки, Азии и Латинской Америки, где ещё не завершился демографический переход, превысил возможности экономики этих стран обеспечивать трудовую занятость, что вызвало международную трудовую миграцию населения из данных регионов (около 75 млн человек в 2005 г.). По данным Всемирного банка за 2007 год, в Таджикистане денежные переводы мигрантов составляли 46 % от ВВП (самый высокий показатель в мире), в Гондурасе 25 %, в Ливане — 24 %. Схожая ситуация наблюдается в Армении, Кыргызстане, Узбекистане, Перу, Непале, Нигерии, Индии, Украине. Падение курса российского рубля в 2014 году привело к дальнейшему обнищанию населения Средней Азии, зависящего от денежных переводов трудовых мигрантов, работающих в России.
Наиболее высокий уровень безработицы в России в 2016 г. наблюдался в республиках Северного Кавказа (Ингушетия — 31,1 %, Чеченская республика −16,6 %, Карачаево-Черкесия — 14,2 %), а также в Республике Тыва (Сибирский федеральный округ) — 17,1 % экономически активного населения. В указанных республиках наблюдается избыток трудовых ресурсов, так как в них не завершился демографический переход при нехватке рабочих мест. Так, наиболее высокий уровень рождаемости среди всех регионов России с 2010 года наблюдается в Чечне (21 на 1000 человек в год), на 2-м месте Ингушетия (19 на 1000 человек в год), на 4-м Дагестан (13 на 1000). Для сравнения, в Москве — 1,2.
Общее число экономических международных мигрантов из более бедных стран, по данным ООН, в 2013 году возросло до 232 млн человек. Основной причиной Европейского миграционного кризиса — потоков мигрантов из стран Ближнего Востока и Африки, демографы называют быстрый рост населения и вызванные им массовую безработицу и обнищание населения данных регионов. Перенаселение азиатских и африканских стран, в свою очередь, является одной из главных причин распространения в них идей религиозного экстремизма.

## Критика теорий перенаселения, прогнозы

### Прогнозы ООН

Прогноз численности мирового населения. По оси ординат используется шкала (млн чел.) в логарифмическом масштабе

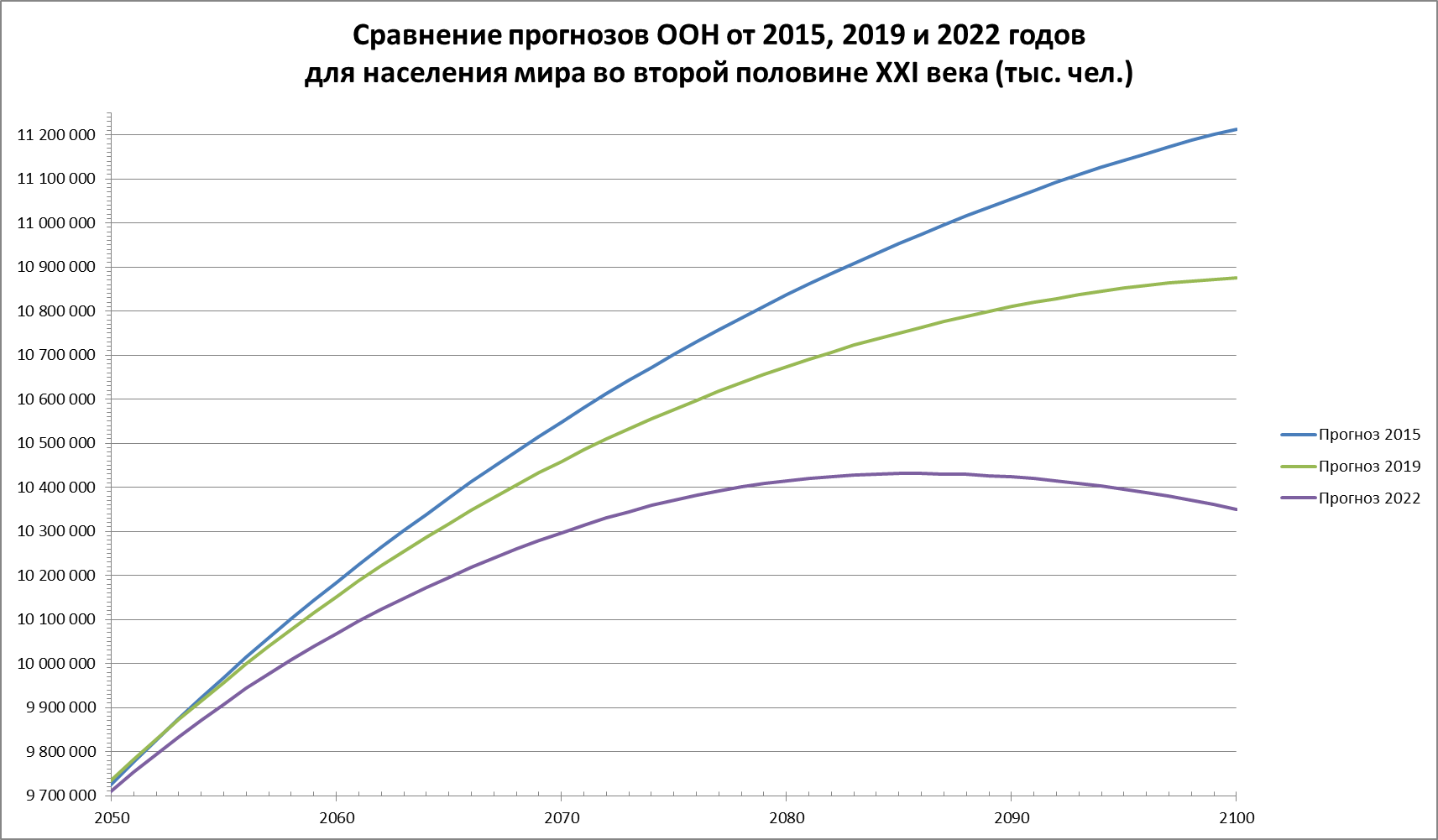
Сравнение прогнозов ООН от 2015, 2019 и 2022 годов для населения Земли на вторую половину XXI века

Прогноз ООН 2022 года, опубликованный 11 июля, учитывает последствия пандемии COVID-19, вторжение России на Украину в рамках российско-украинской войны, а также данные новейших переписей населения (в том числе в Китае в 2020 году) и содержит следующие положения:
- Согласно оценке на 1 июля 2022 года население Земли составляет 7975 млн человек, в том числе в Азии — 4723 млн, в Африке — 1427 млн, в Латинской Америке и Карибском бассейне — 660 млн, в Европе — 744 млн, в Северной Америке — 377 млн, в Австралии и Океании — 45 млн.
- Прогнозируется, что население планеты достигнет 8 миллиардов человек 15 ноября 2022 года. Также ожидается, что население Земли вырастет до 9 миллиардов к 2037 году и до 10 миллиардов к 2058 году. В дальнейшем будет наблюдаться значительное снижение темпов роста населения. Если в 1963 году прирост населения Земли составил 2,3 %, то к 2022 году он снизился до 0,8 %, и, как ожидается к 2060 году уменьшится до 0,3 %, а в 2075 году — до 0,1 %.
- Прогнозируется, что в целом население планеты будет расти до 2086 года и достигнет 10,43 миллиарда человек, причём этот прирост будет обеспечиваться в основном странами Африки южнее Сахары. Население этих стран увеличится с 1,2 млрд. в 2022 году до 2,1 млрд. к 2050 году и до 3,44 млрд. к 2100 году.
- Согласно прогнозу, в 2100 году в мире будет проживать 10,36 млрд чел., в том числе в Азии — 4,7 млрд, в Африке — 3,9 млрд, в Латинской Америке и Карибском бассейне — 647 млн, в Европе — 587 млн, в Северной Америке — 448 млн, в Австралии и Океании — 69 млн. Таким образом, прогноз ООН 2022 года предсказывает начало снижения населения Земли уже в XXI веке (в прогнозах 2015 и 2019 годов предполагалось, что население Земли будет расти в течение всего XXI века).
- Причинами снижения темпов роста и перехода к снижению населения Земли являются урбанизация, старение населения планеты и снижение рождаемости. В 1950 году медианный возраст населения Земли (делящий население на две равные части — младше и старше данного возраста) составлял 22 года, в 2022 году увеличился до 30 лет, а в 2100 году, как ожидается, он достигнет отметки в 42 года. Как ожидается, в 2100 году население будет наиболее многолетним в таких странах как Албания (медианный возраст — 63 года), Южная Корея (59 лет), Китай (57 лет), а наиболее младшим — в Нигере (30 лет) и Чаде (32 года). Прогнозируется, что доля людей старше 65 лет в мировом населении увеличится с 9,8 % в 2022 году до 16,5 % в 2050 году и 24 % в 2100 году. При этом доля детей до 15 лет уменьшится с 25 % в 2022 году до 16,5 % в 2100 году.
- Среднемировой суммарный коэффициент рождаемости в мире будет постепенно снижаться в течение XXI века: если в 1963 году он составлял 5,32 рождений на женщину и уменьшился до уровня 2,3 рождений на женщину в 2022 году, то в дальнейшем по прогнозу он снизится до: 2,15 рождений на женщину в 2050 году и 1,84 рождений на женщину в 2100 году. Ожидается, что в конце XXI века рождаемость выше уровня простого воспроизводства населения сохранится только в Вануату в Полинезии и 7 странах Африки южнее Сахары — Нигере, Бенине, Кот-д'Ивуаре, Того, Майотте, Сенегале и Чаде. В 2100 году в Африке родятся 48 % от всех детей, рождённых во всём мире.
- В прогнозе отмечается, что уже по состоянию на 2022 год две трети мирового населения проживают в странах, в которых суммарный коэффициент рождаемости ниже 2,1 рождений на женщину (то есть ниже уровня воспроизводства населения). В Европе, Северной Америке, Азии, Латинской Америке и Карибском бассейне коэффициент рождаемости упал ниже 2 рождений на женщину (в среднем по каждому из этих регионов). Однако население Азии, Латинской Америки и Карибского бассейна продолжит расти ещё некоторое время по инерции, в связи с, в среднем, ещё относительно малолетним населением.
- Согласно прогнозу население Азии пройдёт максимальное значение в 2055 г. (5,3 млрд.), а население Латинской Америки и Карибского бассейна — в 2056 г. (752 млн.). После прохождения пиковых значений население этих регионов начнёт сокращаться. Для Азии, Латинской Америки и Карибского бассейна, а также Африки в течение XXI века прогнозируется большое отрицательное сальдо миграции (минус 176 млн чел. за 2022—2100 годы для этих регионов вместе взятых).
- Ожидается, что население Северной Америки, а также Австралии и Океании будет расти в течение всего XXI века, в том числе, за счёт положительного сальдо миграции (за 2022—2100 годы сальдо миграции составит 101 млн чел. для Северной Америки и 11 млн чел. для Австралии и Океании). Прогнозируется, что в Северной Америке миграция станет главной причиной роста населения, а естественный прирост в этом регионе уйдёт в область отрицательных величин с 2042 года.
- Население Европы прошло максимальное значение в 2020 г. (746 млн.) и ожидается, что в дальнейшем оно будет уменьшаться, несмотря на то, что в этом регионе убыль населения, из-за его увеличения хронологического возраста и снижения рождаемости будет частично компенсироваться положительным сальдо миграции (64 млн чел. за 2022—2100 годы).
- Прогнозируется, что между 2020 и 2050 годами население 61 страны уменьшится на 1 % или более. Среди стран с населением не менее полумиллиона человек наибольшая убыль населения (свыше 20 % до 2050 года) предполагается в части посткоммунистических стран Европы — в Литве, Латвии, Украине, Болгарии, Сербии и т. д.
- Крупнейшими по населению странами в течение XXI века останутся Индия и Китай. Население Индии и Китая на 1 июля 2022 года составило, соответственно, 1417 и 1426 млн человек, причём ожидается, что в 2023 году Индия обгонит Китай и выйдет на первое место по населению. Прогнозируется, что с 2022 года население Китая начнёт уменьшаться и к концу XXI века составит 781 млн чел., а население Индии будет расти до 2064 года, когда оно достигнет 1,7 млрд чел., но затем также начнёт сокращаться (до 1,5 млрд чел. к 2100 году). Ожидается, что кроме Индии и Китая в первой десятке стран по населению в 2100 году также будут Нигерия (546 млн.), Пакистан (487 млн.), Конго (432 млн.), США (394 млн.), Эфиопия (324 млн.), Индонезия (297 млн.), Танзания (245 млн.) и Египет (205 млн.). Прогнозируется, что в 2100 году Россия с населением 112 млн чел. останется крупнейшей по населению страной Европы, но займёт лишь 20-е место в мировом рейтинге.

### Прогноз Вашингтонского университета
| 7-8 детей 6-7 детей 5-6 детей 4-5 детей | 3-4 детей 2-3 детей 1-2 детей 0-1 детей |

Карта медианного возраста (от и до) в разных странах по состоянию на 2018 год. Самое молодое население Земли в основном сосредоточенно в странах Африки южнее Сахары.

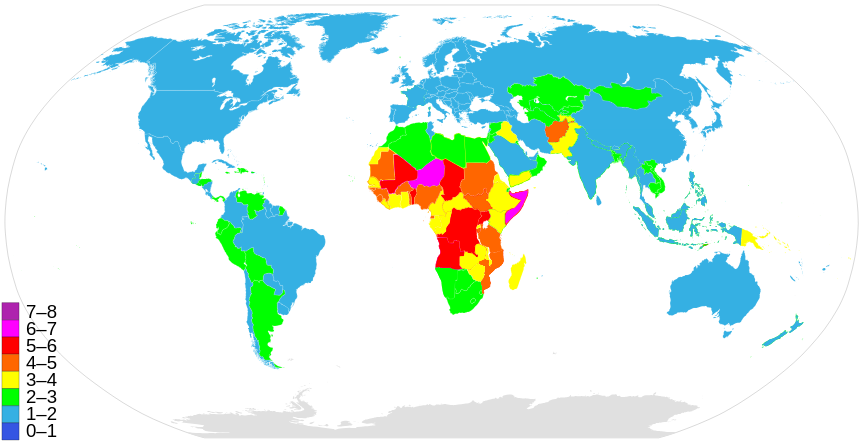
Карта стран мира по суммарному коэффициенту рождаемости по состоянию на 2020 год. Самый высокий на Земле суммарный коэффициент рождаемости наблюдается в основном в странах Африки южнее Сахары.
7-8 детей
6-7 детей
5-6 детей
4-5 детей
3-4 детей
2-3 детей
1-2 детей
0-1 детей

Карта стран мира по темпу роста населения в процентах с учётом рождаемости, смертности, иммиграции и эмиграции в 2018 году. Самый высокий темп роста населения Земли наблюдается в основном в странах Африки южнее Сахары.

По данным прогноза Вашингтонского университета опубликованного в медицинском журнале The Lancet 14 июля 2020 года, население мира, достигнет пика в 2064 году и составит около 9,73 миллиарда, а затем снизится до 8,79 миллиарда к 2100 году, что на 2 миллиарда меньше, чем прогноз ООН 2019 года. Разница в цифрах между прогнозами ООН и Вашингтонского университета в значительной степени зависит от уровня рождаемости. Уровень воспроизводства населения (2,1 рождений на одну женщину), необходимого для поддержания численности населения на одном уровне. Прогноз ООН предполагает, что в странах с низкой рождаемостью на сегодняшний момент суммарный коэффициент рождаемости со временем вырастет до 1,8 ребёнка на женщину. Однако данные прогноза Вашингтонского университета показывают, что по мере того, как женщины становятся более образованными и получают доступ к услугам в области репродуктивного здоровья, они в среднем предпочитают иметь менее 1,5 детей, что, как следствие, ускоряет снижение рождаемости и замедляет рост населения, а затем и ускоряет его снижение. Прогнозируется, что глобальный СКР будет неуклонно снижаться с 2,37 в 2017 году до 1,66 в 2100 году, что намного ниже уровня воспроизводства населения (2,1 рождений на одну женщину), необходимого для поддержания численности населения на одном уровне. Даже незначительные изменения СКР приводят к большим различиям в численности населения между странами мира: увеличение СКР всего на 0,1 рождения на женщину эквивалентно увеличению примерно на 500 миллионов человек населения на планете Земля к 2100 году. Страны, в которых прогнозируется сильное снижение рождаемости к 2100 году, это в значительной степени страны, которые сейчас имеют очень высокую рождаемость, в основном это страны Африки южнее Сахары, где показатели впервые упадут ниже уровня воспроизводства населения — с 4,6 рождений на женщину в 2017 году до 1,7 к 2100 году. В Нигере, где коэффициент фертильности был самым высоким в мире в 2017 году — женщины рожали в среднем 7 детей — прогнозируется, что к 2100 году этот показатель снизится до 1,8.
По прогнозам к 2050 году в 151 стране, а к 2100 году уже в 183 из 195 стран мира, рождаемость упадёт ниже уровня воспроизводства населения (2,1 рождения на одну женщину), необходимого для поддержания численности населения на одном уровне. Это означает, что в этих странах население будет сокращаться, если низкая рождаемость не будет компенсироваться иммиграцией. Многие из стран с наиболее быстро снижающимся населением будут находиться в Азии, а также в Центральной и Восточной Европе. Ожидается, что численность населения к 2100 году сократится как минимум наполовину в 23 странах мира, включая Японию (примерно с 128 миллионов человек в 2017 году до 60 миллионов в 2100 году), Таиланд (с 71 до 35 миллионов), Испанию (с 46 до 23 миллионов), Италию (с 61 до 31 миллиона), Португалию (с 11 до 5 миллионов) и Южную Корею (с 53 до 27 миллионов). Ожидается, что ещё в 34 странах произойдёт сокращение населения от 25 до 50 %, включая Китай. Население Китая сократится с 1,4 миллиарда человек в 2017 году до 732 миллионов в 2100 году. Тем временем население стран Африки южнее Сахары вырастет втрое с примерно 1,03 миллиарда в 2017 году до 3,07 миллиарда в 2100 году, по мере снижения смертности и увеличения числа женщин, вступающих в репродуктивный возраст. При этом только население одной Нигерии вырастет до 791 миллиона к 2100 году, что сделает её второй по населению страной в мире после Индии, где тогда будет проживать 1,09 миллиарда человек. Население Северной Африки и Ближнего Востока вырастет с 600 миллионов в 2017 году до 978 миллионов в 2100 году. Эти прогнозы предполагают лучшие условия для окружающей среды с меньшим давлением на системы производства продуктов питания и более низкими выбросами углерода, а также значительное увеличение экономически активного населения некоторых частей Африки к югу от Сахары. Однако в большинстве стран мира за пределами Африки будет наблюдаться сокращение рабочей силы и перевёрнутая пирамида населения, что будет иметь серьёзные долгосрочные негативные последствия для их экономик. В прогнозе сделан вывод, что для стран с высоким уровнем доходов и с низкой рождаемостью лучшими решениями для поддержания численности населения и экономического роста будут гибкая иммиграционная политика и социальная поддержка семей, которые хотят детей. Однако перед лицом сокращения численности населения существует реальная опасность того, что некоторые страны могут рассмотреть политику, ограничивающую доступ к услугам в области репродуктивного здоровья, с потенциально разрушительными последствиями. Совершенно необходимо, чтобы свобода и права женщин стояли на первом месте в повестке дня каждого правительства в области развития. Системы социальных услуг и здравоохранения необходимо будет перестроить, чтобы приспособить их к работе с гораздо большим количеством пожилых людей.
Согласно прогнозу, по мере снижения рождаемости и увеличения продолжительности жизни во всем мире количество детей в возрасте до 5 лет, по прогнозам, сократится на 41 % с 681 миллиона в 2017 году до 401 миллиона в 2100 году. К тому времени 2,37 миллиарда человек, то есть более четверти мирового населения, будет старше 65 лет и только 1,70 миллиарда человек моложе 20 лет. Число тех, кому за 80 лет, вырастет в шесть раз, с примерно 140 миллионов сегодня до 866 миллионов к концу XXI века. Аналогичным образом, глобальное соотношение людей старше 80 лет на каждого человека в возрасте 15 лет и младше, по прогнозам, вырастет с 0,16 в 2017 году до 1,50 в 2100 году. Кроме того, глобальное соотношение неработающих взрослых к работающим составляло около 0,8 в 2017 году, но, по прогнозам, увеличится до 1,16 в 2100 году, если участие в рабочей силе по возрасту и полу не изменится. Резкое сокращение численности и доли населения трудоспособного возраста также создаст огромные проблемы для многих стран мира. Экономикам стран будет сложнее расти с меньшим количеством рабочих и налогоплательщиков, а также создавать богатство, увеличивать расходы на социальную поддержку и медицинское обслуживание пожилых людей Например, число людей трудоспособного возраста в Китае резко сократиться с 950 миллионов в 2017 году до 357 миллионов в 2100 (сокращение на 62 %). Прогнозируется, что спад в Индии будет менее резким — с 762 до 578 миллионов. Напротив, страны Африки южнее Сахары, вероятно, будут иметь самую молодую и соответственно самую экономически активная рабочую силу на планете Земля. В Нигерии, например, экономически активная рабочая сила увеличится с 86 миллионов в 2017 году до 458 миллионов в 2100 году, что, при правильном управлении, будет способствовать быстрому экономическому росту Нигерии, и повышению уровня жизни его населения.
Эти «тектонические» сдвиги также изменят иерархию с точки зрения экономического влияния. По прогнозу, к 2050 году ВВП Китая превысит ВВП Соединённых Штатов, но к 2100 году он вернется на второе место, так как ожидается, что США вернут себе первое место к 2098 году, если иммиграция продолжит поддерживать рост рабочей силы США. ВВП Индии вырастет и займет третье место, а Франция, Германия, Япония и Великобритания останутся в числе 10 крупнейших экономик мира. По прогнозам, Бразилия опустится в рейтинге с 8-го на 13-е, а Россия — с 10-го на 14-е место. Тем временем Италия и Испания опустятся в рейтинге с 15-го на 25-е и 28-е места соответственно. Индонезия может стать 12-й по величине экономикой в мире, в то время как Нигерия, которая в настоящее время занимает 28-е место, по прогнозам, войдет в первую десятку стран мира по ВВП.
По данным прогноза также предполагается, что сокращение численности населения может быть компенсировано иммиграцией, поскольку страны, которые продвигают либеральную иммиграцию, могут лучше поддерживать размер своего населения и поддерживать экономический рост даже в условиях снижения уровня рождаемости. По данным прогноза, некоторые страны с рождаемостью ниже уровня воспроизводства населения, такие как США, Австралия и Канада, вероятно, сохранят своё экономически активное население трудоспособного возраста за счет чистой иммиграции. Хотя в прогнозе отмечается, что существует значительная неопределенность в отношении этих будущих тенденций. Авторы прогноза отмечают некоторые важные ограничения, в том числе то, что, хотя в исследовании используются наилучшие доступные данные, прогнозы ограничиваются количеством и качеством данных за прошлые эпохи. Они также отмечают, что прошлые тенденции не всегда позволяют предсказать, что произойдет в будущем, и что некоторые факторы, не включенные в модель, могут изменить темпы рождаемости, смертности или миграции. Например, пандемия COVID-19 затронула местные и национальные системы здравоохранения по всему миру и вызвала множество смертей. Однако авторы прогноза полагают, что увеличение количества смертей, вызванных пандемией, вряд ли существенно повлияет на долгосрочные тенденции прогнозирования численности населения мира. В конечном итоге, если прогноз окажется хотя бы наполовину точным, миграция со временем станет необходимостью для всех стран мира, а не вариантом. Так, как распределение населения трудоспособного возраста будет иметь решающее значение для того, будет ли человечество процветать или увядать.

### Оптимистичные оценки
Датский экономист, Ломборг Бьёрн провел исследование угрозы перенаселения, что послужило основой для книги en:The Skeptical Environmentalist со следующими оптимистичными выводами:
- сейчас снижается основной предел стоимости естественных ресурсов — издержки на разведку и добычу;
- концепция демографического взрыва сомнительна;
- количество голодающих падает, как и цены на продукты питания;
- уровень необходимого для биосферы биоразнообразия слишком завышен;
- развитие технологий и социальная ответственность приводят к уменьшению загрязнения окружающей среды.

Многие выводы Ломборга не нашли широкой поддержки в мировом научном сообществе и не отвечают глобальным тенденциям XXI века, упомянутым в настоящей статье, таким как: антропогенный рост выбросов углекислого газа в атмосферу Земли, сокращение биоразнообразия, увеличение себестоимости добычи ископаемых энергоресурсов. Рост сельхозпроизводства в мире замедлился из-за дефицита водных ресурсов для орошения земель, воздействия ядохимикатов, гормонов роста и искусственных пищевых добавок на здоровье человека. Ломборг не учитывает многих факторов в своем исследовании, считают критики. Например, его выводы о том, что в развитых странах снизилось загрязнение воды и воздуха, просто не учитывают перенос «грязных» производств металлургической, химической и угольной промышленности из развитых стран в страны с более дешёвой рабочей силой (Китай, Индия) и меньшими издержками, где загрязнение окружающей среды приняло катастрофические масштабы. В том, что необходимы различные меры для выравнивания доходов населения богатых и бедных стран, выводы Ломборга совпадают с мнением других исследователей (С. П. Капица).
По мнению Игоря Белобородова, теория перенаселения во многом противоречит элементарной статистике, особенно это касается так называемого «продовольственного кризиса»: так в 1990 году голодал 1 млрд человек, после увеличения населения к 2013 году этот показатель снизился до 842 млн голодающих. Белобородов ссылается на не имеющие практического смысла подсчёты малоизвестного румынского физика Виорела Бадеску, что на Земле может теоретически расселиться не менее 1,3 квадриллиона человек, и противопоставляет утверждениям о нехватке ресурсов статистику о распространённости ожирения и сопутствующих ему заболеваний. Для размещения существующего населения Земли, по его мнению, достаточно будет территории Австралии, при этом на каждого человека будет приходиться по 0,1 га (10 соток) свободной площади. При этом И. Белобородов не рассматривает экономические факторы.
Примечания: 1 И. Белобородов не учитывает, что 3/4 территории Австралии занимают безводные пустыни. Также он не указывает, как на практике будет обеспечиваться комфортное существование такого количества людей (работа, транспорт, доставка продуктов, воды и коммунальных услуг, утилизация отходов и т. п.). 2 Ожирение — это следствие однообразного питания, стрессов, болезней, малоподвижного образа жизни и не может являться признаком улучшения качества жизни.
По проблеме исчерпания ресурсов сторонники теории перенаселения потерпели «сокрушительное поражение» от их оппонентов: в 1980 году Джуллиан Саймон и Пол Эрлих заключили пари — Эрлих (биолог, эколог и демограф) утверждал, что через 10 лет вследствие исчерпания пяти металлов цены на них существенно вырастут, Саймон (экономист) утверждал обратное. Спустя 10 лет как и предсказывал Саймон, стоимость ресурсов упала, потому что существенно возросла база новых разведанных запасов и снизилось их потребление. Однако, как считают критики, на горизонте в 30 лет (к 2011 г.) Эрлих выиграл бы этот «спор», так как за это время цены на четыре из пяти металлов выросли; отмечавшийся в 2000-е рост цен на большинство цветных металлов связывают, в частности, с увеличением их потребления в быстро растущей экономике Китая.
В то же время динамика цен на металлы, упомянутые в пари (медь, хром, никель, олово и вольфрам), не играет существенной роли в проблеме перенаселения, в отличие от динамики цен на энергоресурсы (нефть, газ), от которых напрямую зависит стоимость транспортных перевозок, производства с/х продукции, электроэнергии, коммунальных услуг и т. д.. Как было указано выше в настоящей статье, себестоимость добычи нефти растет из-за снижения легкодоступных запасов, а с 1984 г. годовой объём мировой добычи нефти превышает объём вновь разведываемых месторождений.
Другие ученые, в том числе академик РАЕН, С. П. Капица, не разделяют апокалиптических пророчеств и в целом с надеждой смотрят на будущее человечества, но указывают вместе с тем на необходимость значительных перемен. Вкратце основные выводы могут быть сформулированы в следующих предложениях:
1. Приоритетом мирового развития в ближайшем будущем становятся здравоохранение, наука[127] и образование.
2. Отказ от избыточных надежд на рыночные механизмы в экономике, которые приговаривают значительные слои населения мира к бедности, потере здоровья и безработице без должных социальных гарантий.
3. При предсказуемом росте населения, разумном и согласованном ведении мирового хозяйства пищевых ресурсов будет достаточно.
4. Повышение роли экологии и достижение большего экономического равенства. С этим связана глобальная безопасность, которая также должна привести к существенному снижению уровня социальной и международной напряженности в мире.
5. Приоритет прав женщин в вопросах стабилизации населения мира.
6. Необходимость введения налога на международные финансовые операции, который позволил бы осуществить программы стабильного развития[18].

По оценкам С. П. Капицы, к 2130-м годам наступит стабилизация населения Земли, по достижении его численности 12—14 млрд человек, по прогнозам ООН, стабилизация наступит к 2100 году, при населении в 11 млрд..
Подход, предполагающий возможность неограниченного экономического роста и отрицающий неизбежность скорого истощения ресурсов в предположении, что темпы технологического роста будут опережать темпы роста населения, иногда обозначается как корнукопианство (от лат. cornu copiae — «рог изобилия»).

### Пессимистичные оценки
По расчётам американского профессора Денниса Медоуза (2004 г.), автора доклада «Пределы роста» об исчерпании ресурсов, при разумном и согласованном ведении мирового хозяйства, жёсткой экономии ресурсов и планировании семьи на государственном уровне, теоретически возможна стабилизация населения Земли на уровне 8 млрд человек. Лишь в этом случае экосистемы и ресурсы планеты смогут длительное время стабильно поддерживать существование всего населения. При этом, по мнению Д. Медоуза, грядущее глобальное снижение среднего уровня жизни неизбежно. С помощью математического моделирования Д. Медоуз исследовал несколько десятков вариантов развития человечества и потребления им ресурсов в XXI веке. В результате, он пришёл к выводу, что если в ближайшее время не произвести «серьезную коррекцию» потребления человечеством природных ресурсов, то крах человечества в той или иной форме (социально-экономической, экологической и т. п.) будет неизбежен и «наступит он ещё при жизни нынешнего поколения».
По расчётам группы Медоуза, при сохранении текущих темпов роста человечества, потребления им природных ресурсов и загрязнения окружающей среды, наиболее вероятным исходом (если не предпринимать никаких мер), будет коллапс человечества с резким падением его численности от пика в 10-12 млрд человек — до уровня 1-3 млрд человек к 2100 г., в результате голода и социальных катаклизмов — последствий исчерпания невозобновляемых ресурсов, деградации сельхозугодий и биоресурсов морей и океанов (см. «Пределы роста»). Причём для предотвращения неблагоприятных сценариев требуются не столько технологические прорывы, сколько политические и социальные изменения, в том числе жёсткая политика ограничения рождаемости, повышение и выравнивание среднего уровня жизни.
Директор Института демографии НИУ-ВШЭ, Анатолий Вишневский, считает, что оптимальный способ сохранить в будущем стабильный уровень жизни всего населения, в условиях роста антропогенной нагрузки на окружающую среду и грядущего истощения ресурсов, — это постепенный возврат к численности населения Земли, которое было в середине XX века (около 2,5 млрд человек): «Это значит, что на какое-то, довольно долгое время, всё человечество должно перейти к рождаемости, которая будет ниже уровня простого замещения поколений».